# تل عمار
تل عمار (به عربی: تل عمار) یک روستا در سوریه است که در استان ادلب واقع شده‌است. تل عمار ۱٬۶۱۹ نفر جمعیت دارد.